# SECONDroom
SECONDroom is een Vlaams kunstinitiatief. Het organiseert wekelijks wisselende tentoonstellingen op het gebied van de beeldende kunst.

## Geschiedenis
Het Vlaamse kunstplatform SECONDroom heeft haar oorsprong in een privaat woonhuis in Brussel. In 2006 startte Christophe Floré (1972, artdirector en kunstenaar) met het organiseren van een wekelijks toonmoment voor kunstenaars. Voor dit doel stelde hij letterlijk zijn second room beschikbaar; een "van elk persoonlijk verhaal ontdane (slaap)kamer op de eerste verdieping van zijn woning aan de Papenvest". Voor de openbaar toegankelijke exposities werden kunstenaars uit binnen- en buitenland geïnviteerd. Elke zaterdagavond vond er een nieuwe vernissage plaats.
In 2007 werd voor het beheer een vereniging zonder winstoogmerk opgericht. In 2008 werd SECONDroom uitgebreid met een internationaal artist in residence-programma.
In het najaar van 2009 bleek het niet langer verantwoord de almaar groeiende hoeveelheid belangstellenden te ontvangen in de Brusselse privé-woning. Noodgedwongen werden de activiteiten verplaatst naar een leegstaande bedrijfsruimte aan de Ursulinenstraat in Brussel. Tot 2010 vonden de wekelijkse kunstpresentaties aldaar plaats.
In 2010 is SECONDroom naar Antwerpen verhuisd. Een nieuw onderkomen werd aanvankelijk gevonden in een winkelpand tegenover Het Steen, aan de Ernest Van Dijckkaai. In 2012 startte het seizoen 2012-2013 in een voormalige koffiefabriek aan de IJzerlaan Sinds juni 2016 is heeft de kunstorganisatie een onderkomen aan de Terlinckstraat in Antwerpen.

## Algemeen
De tentoonstellingen van SECONDroom hebben elke week op zaterdagavond plaats. Na afloop van de vernissage wordt er ruimte gemaakt voor de realisatie van een volgende expositie. Voor de opbouw is er steeds één week beschikbaar. Artiesten krijgen van de organisatie carte blanche bij het tot stand brengen van hun projecten. Sinds het bestaan van SECONDroom zijn er exposities gerealiseerd door enkele honderden kunstenaars. Onder hen zijn Peter Downsbrough, Daan Samson, Judit Hettema en Babenko.
Sinds oktober 2010 bestaat er tevens een SECONDroom in de stad Gent. In de voormalige snoepwinkel naast Feestlokaal van Vooruit is er elke vrijdagavond een nieuwe expositie te bezoeken. In Brussel is het gastvrijheid-principe overgedragen aan een kunstenaarsinitiatief met de naam W-O-L-K-E.